# Michał Głowiński

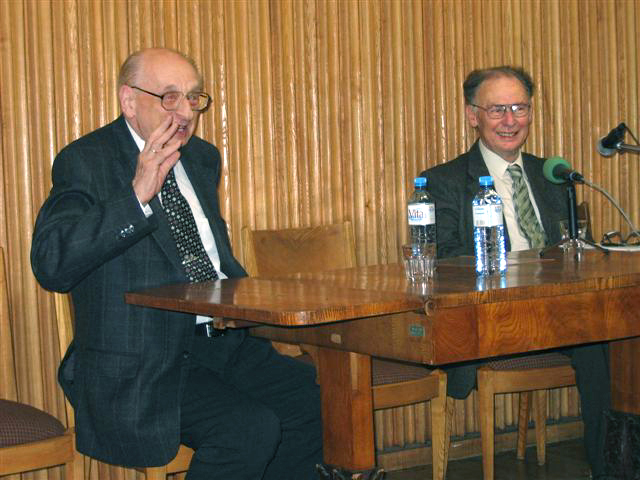
Władysław Bartoszewski i Michał Głowiński (2006)

Michał Głowiński (ur. 4 listopada 1934 w Warszawie, zm. 29 września 2023 tamże) – polski filolog, historyk i teoretyk literatury specjalizujący się w najnowszej historii literatury polskiej, profesor nauk humanistycznych, członek Polskiej Akademii Nauk i Polskiej Akademii Umiejętności, pisarz, autor podręczników dla studentów polonistyki, prozy wspomnieniowej i esejów; wydał liczne prace poświęcone językowi w czasach Polskiej Rzeczypospolitej Ludowej, szczególnie zjawisku nowomowy. Profesor w Instytucie Badań Literackich Polskiej Akademii Nauk. Członek Collegium Invisibile.

## Życiorys
Był synem Felicji (1907-1986) i Henryka (1904-1990) Głowińskich. Na początku wojny, wraz z rodziną, został umieszczony w getcie w Pruszkowie, po czym został przeniesiony do getta w okupowanej Warszawie. Był jednym z żydowskich dzieci uratowanych z warszawskiego getta przez zespół Ireny Sendlerowej. Został umieszczony w zakładzie opiekuńczym Zgromadzenia Sióstr Służebniczek Najświętszej Marii Panny w Turkowicach. W swoich wspomnieniach, Czarne sezony, poświęcił cztery rozdziały sierocińcowi w Turkowicach, gdzie okrucieństwo niektórych dzieci w stosunku do niego jest przeciwstawione dobroci innych, np. siostry Róży, która dała mu kawałek chleba pomimo głodu, który tam panował.
Studiował polonistykę na Uniwersytecie Warszawskim, gdzie w 1955 uzyskał stopień magistra. Debiutował w 1954 recenzją o Manfredzie Adolfa Rudnickiego opublikowaną w „Życiu Literackim”. W latach 1955–1958 pracował jako stypendysta w Katedrze Teorii Literatury pod kierunkiem prof. Kazimierza Budzyka. Równocześnie rozwijał działalność krytyczną, recenzując głównie tomy poezji m.in. w „Życiu Literackim” i „Twórczości”. Od 1958 w Instytucie Badań Literackich PAN. Habilitowany w 1967 na podstawie rozprawy pt. „Cykl studiów z historii i teorii polskiej powieści”. W 1976 uzyskał tytuł naukowy profesora. W 1978 został członkiem założycielem Towarzystwa Kursów Naukowych. 20 sierpnia 1980 roku podpisał apel 64 uczonych, pisarzy i publicystów do władz komunistycznych o podjęcie dialogu ze strajkującymi robotnikami. W 1986 został profesorem zwyczajnym. Od 1990 przewodniczył Radzie Naukowej Instytutu. Był członkiem Towarzystwa Naukowego Warszawskiego oraz Stowarzyszenia Pisarzy Polskich.
W 2010 ukazała się autobiografia Głowińskiego pt. Kręgi obcości. Opowieść autobiograficzna, w której ujawnił swoją homoseksualną orientację.
13 października 2023 roku został pochowany na Cmentarzu Komunalnym Północnym w Warszawie.

## Nagrody i wyróżnienia
Otrzymał cztery tytuły doktora honoris causa (28 września 2000 r. – Uniwersytet Jagielloński, 23 kwietnia 2001 r. – Uniwersytet im. Adama Mickiewicza w Poznaniu, 10 marca 2003 r. – Uniwersytet Opolski, 25 kwietnia 2018 r. – Uniwersytet Kazimierza Wielkiego w Bydgoszczy). W 2002 roku został uhonorowany Nagrodą im. Kazimierza Wyki. W 2004 roku został laureatem nagrody im. Herdera przyznawanej przez fundację Alfreda Toepfera w Hamburgu. W styczniu 2007 został odznaczony Złotym Medalem „Zasłużony Kulturze Gloria Artis”. W 2008 roku został laureatem nagrody literackiej polskiego PEN Clubu im. Jana Parandowskiego. 8 marca 2013 r., za wybitne zasługi w badaniu, dokumentowaniu i upamiętnianiu historii Marca '68, z okazji 45. rocznicy tych wydarzeń, został udekorowany Krzyżem Oficerskim Orderu Odrodzenia Polski. Czterokrotnie nominowany do Nagrody Literackiej Nike: w 1997 za Mowę w stanie oblężenia, w 1999 za Czarne sezony, w 2001 za Dzień Ulissesa i inne szkice na tematy niemitologicze i w 2011 za Kręgi obcości. 11 grudnia 2016 roku otrzymał Łódzką Nagrodę Literacką im. Juliana Tuwima przyznaną mu za „standardy nie tylko literackie, również etyczne” oraz „zaangażowanie w sprawy świata”.

## Publikacje
- Poetyka Tuwima a polska tradycja literacka (1962)
- Porządek, chaos, znaczenie (1968)
- Powieść młodopolska (1969)
- Gry powieściowe (1973)
- Style odbioru (1977)
- Nowomowa po polsku (1990)
- Mity przebrane (1990)
- Marcowe gadanie. Komentarze do słów. 1966–1971 (1991)
- Rytuał i demagogia. Trzynaście szkiców o sztuce zdegradowanej (1992)
- Poetyka i okolice (1992)
- Peereliada. Komentarze do słów. 1976–1981 (1993)
- Mowa w stanie oblężenia. 1982–1985 (1996)
- Zaświat przedstawiony: szkice o poezji Bolesława Leśmiana (1998)
- Czarne sezony (1998, wspomnienia)
- Końcówka (1999)
- Dzień Ulissesa i inne szkice na tematy niemitologicze (2000)
- Magdalenka z razowego chleba (2001, powieść)
- Gombrowicz i nadliteratura (2002)
- Historia jednej topoli (2003)
- Skrzydła i pięta (2004)
- Ironia (2005)
- Kładka nad czasem (2006)
- Monolog wewnętrzny Telimeny i inne szkice (2007)
- Fabuły przerwane. Małe szkice 1998–2007 (2008)
- Kręgi obcości. Opowieść autobiograficzna (2010)

- Carska filiżanka. Szesnaście opowieści (2016) ISBN 978-83-8032-079-6
- Zła mowa, Wydawnictwo Wielka Litera 2016, ISBN 978-83-8032-112-0
- Papuga i ratlerek, Wydawnictwo Wielka Litera 2019, ISBN 978-83-8032-413-8
- Tęgie głowy. 58 sylwetek humanistów, Wydawnictwo Wielka Litera 2021, ISBN 978-83-8032-463-3

Współautor
- Słownik terminów literackich (1976)